# Принсес Мери (езеро)
Езерото Принсес Мери (на английски: Princess Mary Lake) е 19-о по големина езеро в канадската територия Нунавут. Площта му, заедно с островите в него е 524 km², която му отрежда 88-о място сред езерата на Канада. Площта само на водното огледало без островите е 471 km². Надморската височина на водата е 116 m.
Езерото се намира в югозападната част на канадската територия Нунавут, на 144 km североизточно от езерото Дубонт и на 61 km югозападно от езерото Бейкър. Дължината му от север на юг е 40 km, толкова е и максималната му ширина от запад на изток.
Принсес Мери има силно разчленена брегова линия, с множество заливи, полуострови, протоци и острови. Площта на островите в него е 53 km², като в централната му част има един голям остров с форма на подкова
От запад в езерото се влива река Кунуак, идваща от езерото Малери, която след като го пресече изтича от южния му ъгъл и се влива от ляво в река Казан.
През краткия летен сезон езерото се посещава от любители на лова и риболова.